# Josef Suchý
Josef Suchý (16 novembre 1905 – 13 ottobre 1984) è stato un calciatore cecoslovacco, di ruolo difensore.

## Carriera

### Nazionale
Fa il suo esordio il 26 aprile 1936 in Cecoslovacchia-Spagna (1-0).